# Onthophagus bennigseni
Onthophagus bennigseni là một loài bọ cánh cứng trong họ Bọ hung (Scarabaeidae).